# Invicta Watch Group

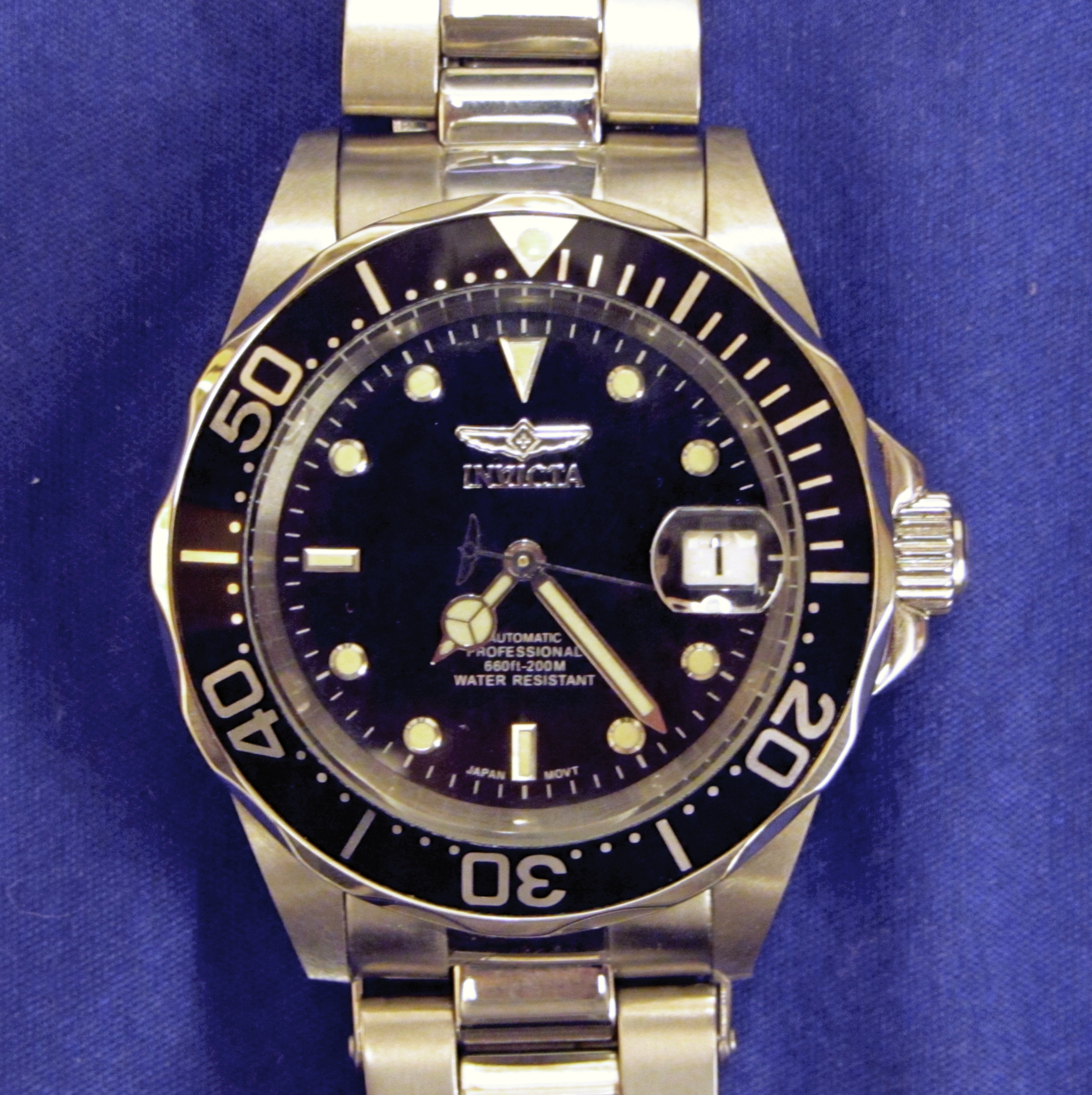
Invicta Pro Diver Horloge

Invicta Watch Group is een Amerikaans bedrijf dat vier verschillende horlogemerken in haar portfolio heeft; Invicta, S. Coifman, TechnoMarine en Glycine. Het horlogemerk Invicta is in 1837 door Raphael Picard in La Chaux-de-Fonds, Zwitserland opgericht.
Invicta nam in 2004 het merk S. Coifman over, waarna de Invicta Watch Group ontstond. In 2015 en 2016 werden hier opeenvolgend de horlogemerken TechnoMarine en Glycine aan toegevoegd.
Het hoofdkantoor van Invicta Watch Group is gevestigd in de Amerikaanse stad Hollywood, Florida. Inmiddels heeft het bedrijf wereldwijd meer dan honderd winkels geopend. 
CEO, Eyal Lalo, is de derde generatie uit een familie horlogemakers.

## Samenwerkingen
Invicta Watch Group heeft in de loop der jaren verschillende samenwerkingen gehad. Zo was er in 2012 een collaboratie met Hall of Fame en National Football League speler Jason Taylor. In 2016 werd er een samenwerking met Disney opgezet en in 2017 ging men een partnerschap met Marvel en Star Wars aan. Later, in 2018 en 2019, werden hier nog DC Comics en de NFL aan toegevoegd.